# District du Kameng oriental
Le district du Kameng oriental est un district de l'État de l'Arunachal Pradesh, en Inde,

## Géographie
Au recensement de 2011, sa population compte 78 413 habitants.
Son chef-lieu est la ville de Seppa. 